# 仙台空港鉄道
仙台空港鉄道株式会社（せんだいくうこうてつどう、英: Sendai Airport Transit Co.,Ltd.）は、宮城県名取市で仙台空港線を運営している第三セクター方式の鉄道会社である。
略称は英称の頭字語の「SAT」。ロゴマークは一般公募作品の中から決定した。

## 概要
運営路線の仙台空港線は2007年（平成19年）3月18日に開業した。これは東日本旅客鉄道（JR東日本）東北本線の名取駅から分岐して仙台空港駅に至る、全長約7kmの空港連絡鉄道である。すべての列車が東北本線への直通運転により仙台駅 - 仙台空港駅間で運行されており、東北本線の仙台駅 - 名取駅間を含めて仙台空港アクセス線と通称されている。
会社設立は2000年（平成12年）であり、主な出資者は、宮城県・仙台市・名取市・岩沼市などの沿線自治体、およびJR東日本である。また、村山地方からの利用者が見込まれた山形県は、資本金の約0.7%にあたる5000万円を出資した。
開業後の利用者数は当初の予想を下回っているが、沿線である杜せきのした駅前には商業施設イオンモール名取が開業するなど、空港連絡に留まらない沿線開発が期待されている。
東日本大震災の影響により多額の復旧費用が発生したほか、長期の運休により収入が減少したため、これ以上の経営悪化を防ぐため、村井嘉浩宮城県知事は2011年（平成23年）9月5日の記者会見で同社の駅舎や橋脚などの固定資産を宮城県が約85億円で買い取ることを表明した。これは、以前から同社の業績が予測を下回っていたため、検討されていた施策を前倒しで実施することになったものである。

## 歴史

### 前史
- 1984年（昭和59年）3月 - 運輸省仙台陸運局長の諮問機関「仙台地方陸上交通審議会[† 1][6]」が、仙台空港への鉄軌道系アクセスの可能性の検討をすることを答申した[7]。
- 1991年（平成3年）12月 - 東北運輸局、JR東日本、宮城県、仙台市、名取市、岩沼市等の関係機関により、「仙台空港鉄軌道系アクセス検討会」が発足[7][8]。
- 1992年（平成4年）8月 - 関係機関に学識経験者も交えた「仙台空港鉄軌道系アクセス整備検討委員会」を設置[7]。
- 1994年（平成6年）4月 - 「仙台空港臨空都市整備基本構想」を策定[7]。
- 1999年（平成11年）
  - 4月 - 運輸省東北運輸局長の諮問機関「東北地方交通審議会[† 1]」が、JR名取駅 - 仙台空港間の鉄道早期着工を答申[8]。
  - 4月 - JR東日本と県が、アクセス鉄道事業の基本的事項について覚書を締結[7]。

### 会社設立後
- 2000年（平成12年）
  - 4月7日 - 仙台空港鉄道株式会社を設立[7][9]。
  - 6月14日 - 第一種鉄道事業の許可を取得[9]。
  - 9月 - 空港敷地内を除く区間の工事施工認可が下りる[10]。
- 2002年（平成14年）
  - 5月 - 空港敷地内の工事施工認可が下りる[10]。
  - 12月5日 - 仙台空港線の起工式を国土交通省と共催[10][11]。
- 2005年（平成17年）
  - 3月10日 - 同社のシンボルマークを一般公募により決定。
  - 8月30日 - 仙台空港線の正式駅名（杜せきのした駅、美田園駅、仙台空港駅）決定。
- 2006年（平成18年）11月 - 本社を仙台市青葉区本町から名取市杜せきのしたへ移転。
- 2007年（平成19年）
  - 3月18日 - 仙台空港線 名取 - 仙台空港間が開業[5]。
  - 4月30日 - 山形 - 仙台空港間に臨時列車運転（5月4日・5日・9日にも運転）。
- 2009年（平成21年）8月 - 宮城県が主導して「仙台空港鉄道株式会社改革支援プラン」を策定[12]。
- 2010年（平成22年）
  - 2月28日 - 前日に発生したチリ地震に伴って大津波警報が発表され、運行以来初の津波への対処がなされた[13]。列車は区間運休を含め47本が運休となり、名取および美田園と仙台空港間で代行バスを運行した[13]。
  - 5月 - 宮城県が主導して「仙台空港鉄道株式会社改革支援プラン〜行動計画〜」を策定[12]。
- 2011年（平成23年）
  - 3月11日 - 東北地方太平洋沖地震（東日本大震災）に伴う津波により、仙台空港駅1階の運輸管理所にあった機械類が浸水して使用不能になり[14]、美田園 - 仙台空港間において仙台空港の滑走路の下を通るトンネル（全長588m）が水没した[15]ため、仙台空港線全線で運行停止。
  - 3月28日 - 国土交通省東北地方整備局が、水没したトンネルから排水を開始[16]。
  - 4月2日 - 名取 - 仙台空港間に列車代行バスを運行開始[16][17]。
  - 4月13日 - 仙台空港発着の国内線が1日6往復で運航再開。
  - 4月20日 - 美田園駅に運行管理設備を仮設し、7月末を目途に名取 - 美田園間の使用を再開して仙台 - 美田園間で仙台空港アクセス線の運行を開始し、9月末までに美田園 - 仙台空港間の使用再開によって全線での運行再開を予定していると宮城県が発表した[14]。
  - 4月21日 - 仙台 - 仙台空港間の空港臨時連絡バスを社団法人宮城県バス協会が運行開始[18]。
  - 7月23日 - 仙台 - 美田園間で運転再開。列車代行バスの運転区間を美田園 - 仙台空港間に変更[19][20]。
  - 10月1日 - 全線で運転再開。列車代行バスおよび仙台駅東口 - 仙台空港間のシャトルバスの運行は前日までで終了[21][22][23]。
  - 10月19日 - 仙台空港鉄道の財務構造が震災により更に悪化したため前倒し[† 2]して改善することになり、前年5月に策定した「仙台空港鉄道株式会社改革支援プラン〜行動計画〜」に基き、同社所有の鉄道施設の一部を宮城県が買い取ってそれをまた同社に貸し出すリースバック方式により「上下分離」を実施[24][25]。
  - 10月30日 - 資産譲渡代金を用いて、金融機関からの長期借入金を全額返済し、上下分離の一切を完了[25]。
- 2015年（平成27年）2月9日 - 累計利用者数が2,000万人を突破。
- 2017年（平成29年）
  - 3月4日 - 運行本数の増発、始発列車の繰り上げ、最終列車の発車時刻繰り下げなど大幅にダイヤを変更[26]。
- 2019年（平成31年・令和元年） - 2018年度の営業損益が開業以来初の黒字を計上[27]。

## 路線
駅一覧などは以下の記事を参照のこと。
- 仙台空港線 名取駅 - 仙台空港駅 7.1km

## 乗務員
- 仙台空港駅構内に運輸管理所があり、運転士が所属している。
  - 仙台空港線の定期列車は全列車ワンマン運転のため、車掌の配置はない。

## 車両
- SAT721系
  - JR東日本に車両管理業務を委託しており、仙台車両センターに所属し、同センター所属のE721系500番台と共通運用されている。そのため両車種が併結して運転されることもある。

## 運賃

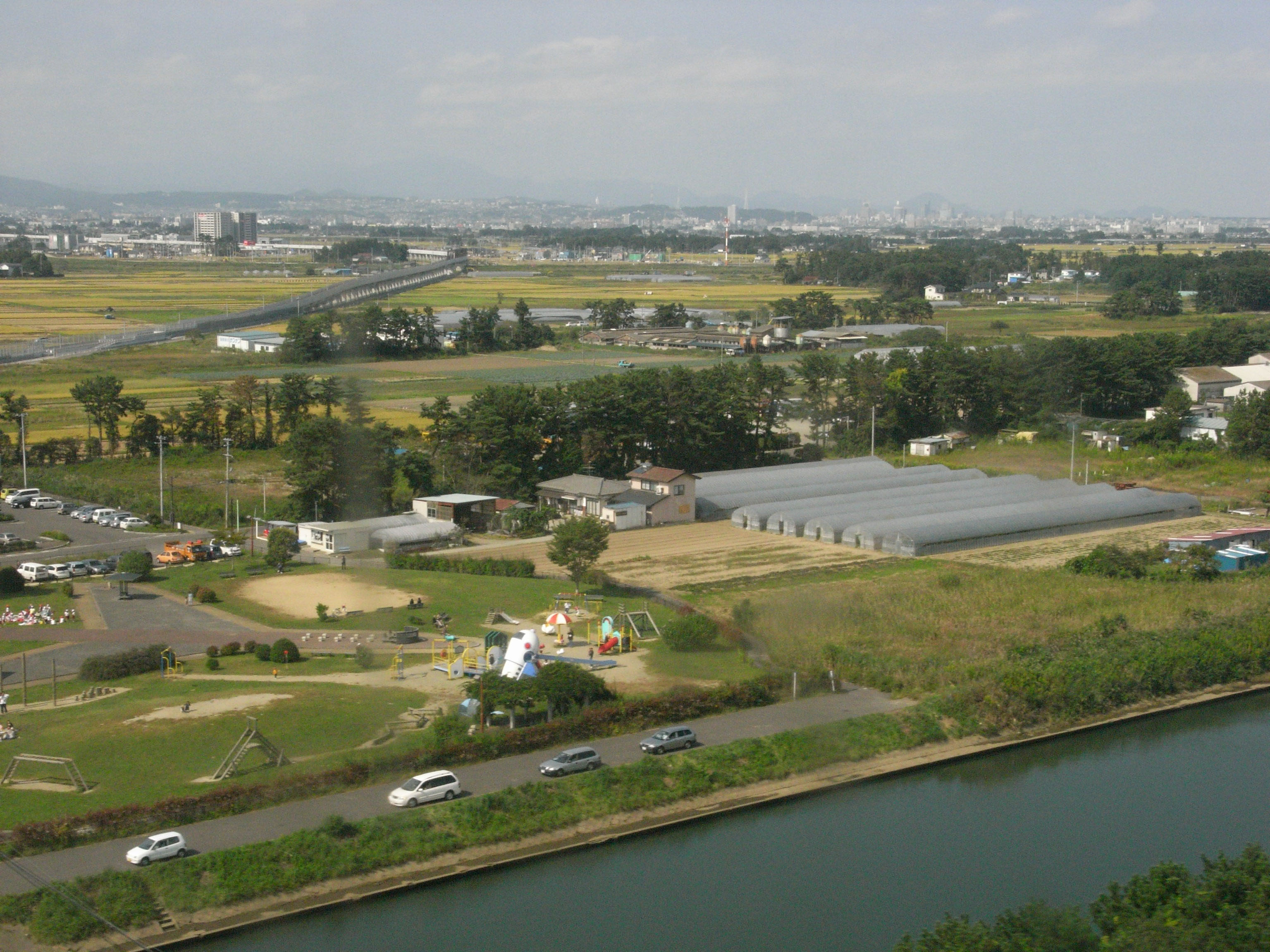
仙台空港鉄道と貞山堀。名取市郊外。

大人片道普通旅客運賃（2019年10月1日改定、小児半額・ICカードの場合は1円未満切り捨て、切符購入の場合は10円未満切り上げ）
| 距離        | 運賃（円） | 運賃（円） |
| 距離        | ICカード   | 切符購入   |
| ----------- | ---------- | ---------- |
| 3kmまで     | 178        | 180        |
| 3km超 - 4km | 220        | 220        |
| 4km超 - 5km | 262        | 260        |
| 5km超 - 6km | 314        | 310        |
| 6km超 - 7km | 367        | 370        |
| 7km超 - 8km | 419        | 420        |

なお、仙台空港鉄道の駅では、Suicaの販売を行っていない（各駅でのチャージは可能）ため、接続駅である名取駅など、Suicaエリアに入っているJR駅（一部対応エリアの駅を除く）で購入する必要がある。定期券販売も、仙台空港鉄道の駅務員では対応せず（更新も券売機では不可）、名取駅のみどりの窓口で対応する。2016年3月26日、Suica仙台エリア限定でicscaとの相互利用が可能となったことに伴って、仙台空港鉄道 - JR東日本 - 仙台市地下鉄間の連絡定期が設定されている。

## 経営状況
| 年度   | 利用者数（乗降人員） | 利用者数（乗降人員） | 純利益        |
| 年度   | 総数                 | 一日平均             | 純利益        |
| ------ | -------------------- | -------------------- | ------------- |
| 2007年 | 2,544,009人          | 06,970人             | ▲08億8607万円 |
| 2008年 | 2,375,807人          | 06,491人             | ▲09億6778万円 |
| 2009年 | 2,327,787人          | 06,377人             | ▲09億5440万円 |
| 2010年 | 2,294,387人          | 06,286人             | ▲26億6684万円 |
| 2011年 | 1,591,757人          | 04,350人             | 1126万円      |
| 2012年 | 2,622,104人          | 07,164人             | ▲03億6888万円 |
| 2013年 | 3,201,940人          | 08,772人             | ▲02億1069万円 |
| 2014年 | 3,348,334人          | 09,174人             | ▲02億0949万円 |
| 2015年 | 3,370,533人          | 09,209人             | ▲01億9064万円 |
| 2016年 | 3,446,990人          | 09,444人             | ▲01億5054万円 |
| 2017年 | 3,653,024人          | 10,008人             | ▲01億5753万円 |
| 2018年 | 3,709,281人          | 10,162人             | 127万円       |
| 2019年 | 3,975,453人          | 10,862人             | 1090万円      |
| 2020年 | 2,220,834人          | 06,084人             | ▲04億8441万円 |
| 2021年 | 2,651,911人          | 07,266人             | ▲03億5270万円 |
| 2022年 | 3,470,660人          | 09,509人             | 1億3204万円   |
| 2023年 | 3,997,624人          | 10,922人             | 1億2550万円   |
| 2024年 | 4.273,172人          | 11,707人             | 1億5371万円   |

2010年度までは、年間利用者数は250万人前後で推移。2011年度は東日本大震災による被害により、大きく落ち込んだ。仙台空港利用者の増加と沿線開発が進んだことにより、当線の乗降客数は増加に転じ、2013年度以降、過去最高の利用者数を記録し、2018年度営業損益は開業以来初めて黒字を計上した。2020年度以降、新型コロナウイルスの感染拡大を受けて仙台空港利用者が激減した影響を受けて数値を大幅に悪化させていたが、2022年度より再度黒字に転換。2023年度は、仙台空港駅以外の2駅で利用者数が過去最高を更新し、総利用者数もこれまで過去最高だった2019年度を更新した。2024年度は、仙台空港駅を含めた全駅で利用者数が過去最高を更新し、総利用者数は初の400万人超えとなった。